# Jugendherberge Leer

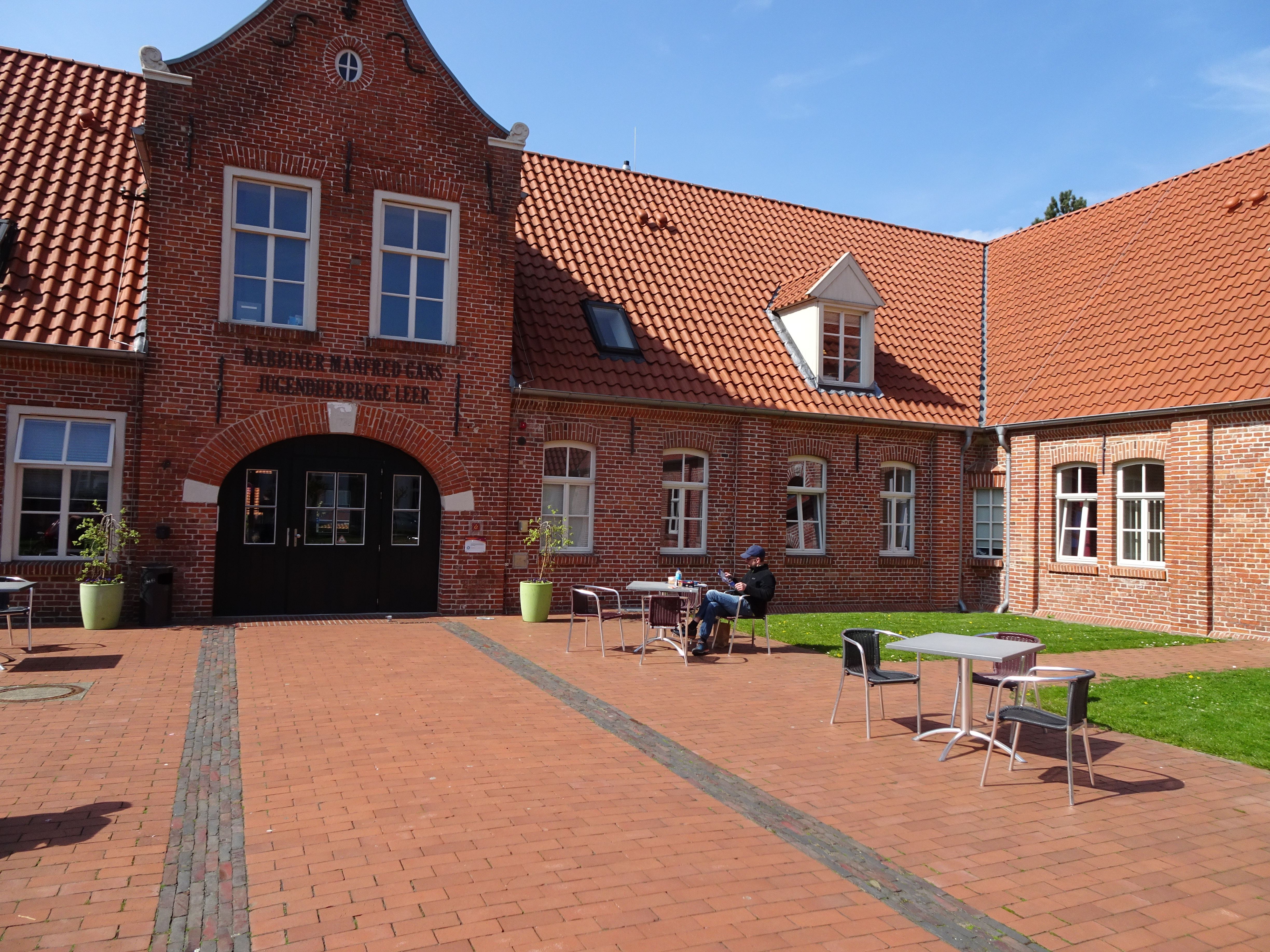
Jugendherberge Leer, Eingang

Die Jugendherberge Leer, auch Rabbiner Manfred Gans-Jugendherberge Leer, ist eine Jugendherberge des DJH-Landesverbandes Unterweser-Ems e. V., einem der Landesverbände des Deutschen Jugendherbergswerks (DJH). Sie steht in der niedersächsischen Kreisstadt Leer und ist in einem denkmalgeschützten, 2012 umgebauten und sanierten ehemaligen Armenhaus ansässig.

## Lage
Die Jugendherberge steht am Rande der Altstadt in der Nähe der evangelischen Lutherkirche und der katholischen Kirche St. Michael. Der Hafen ist etwa 400 Meter entfernt, das Leeraner Miniaturland etwa einen sowie der Bahnhof etwa 1,5 Kilometer.

## Geschichte
Das Gebäude wurde 1788 errichtet und als Armenhaus genutzt, nach dem Zweiten Weltkrieg als Altersheim und Waisenheim. Seit 1982 ist es als Jugendherberge hergerichtet. Im Jahr 2012 wurde es mit Unterstützung des Ehepaars Lore und Günter Prahm umgebaut und erhielt im Juni 2012 den Namen „Rabbiner-Manfred-Gans-Haus“ nach dem Rabbiner Manfred Gans (geb. 24. April 1924 in Leer; gest. 9. August 2020) der im Jahr 1938 mit seinen Eltern aus dem nationalsozialistischen Deutschland in die USA auswanderte.